# Спиридон Ламброс
Спиридон Ламброс (грч. Σπυρίδων Λάμπρος; 1851 — 23. јул 1919) био је грчки професор историје и накратко премијер Грчке током Националног раскола.

## Биографија
Рођен је на Крфу 1851. године, а школовао се у Лондону, Паризу и Бечу, студирајући историју. Његов отац Павлос Ламброс био је Влах из Епира.
Године 1890. придружио се Универзитету у Атини и предавао историју и древну књижевност. Постао је старешина универзитета 1893. године, радећи 1893–1894. и 1912–1913. на овој функцији.
Након 1903. године, Ламброс је покренуо академски покрет под називом Млади Хеленомнимон (грч. Νεος Ελληνομνημων) који је проучавао научни и филозофски развој света грчког говорног подручја током византијске и османске ере.
Октобра 1916. са Грчком усред Националног раскола и под две владе (Елефтериос Венизелос у Солуну и Константин I Грчки у Атини), бивши либерал и сарадник Венизелос прихватио је краљеву комисију за формирање владе у Атини. На крају су се догодили нереди, за које је Ламброс проглашен одговорним због лошег управљања. Дао је оставку на место премијера. После краљевог егзила лета 1917. године, Венизелост је Ламброса ставио у унутрашње изгнанство, на Хидру и Скопелос. Умро је на Скопелосу 23. јула 1919.
Његова ћерка Лина Тсалдари изабрана је у хеленски парламент 1956. године и постала је прва жена у грчком кабинету на месту министра социјалне заштите.